# 버전 6 유닉스
버전 6 유닉스(Version 6 Unix) 또는 V6는 벨 연구소 외부에서 광범위하게 출시된 최초의 유닉스 운영체제 버전이었다. 1975년 5월에 출시되었으며 전작과 마찬가지로 DEC PDP-11 미니컴퓨터 제품군을 대상으로 했다. V6 시스템은 적어도 1985년까지 정규 작동을 유지했지만 1978/1979년에 버전 7 유닉스로 대체되었다.
AT&T 코퍼레이션은 버전 5 유닉스 라이선스를 교육 기관에만 부여했지만 버전 6은 상용 사용자에게도 $20,000에 라이선스를 부여했으며 1980년대까지 가장 널리 사용되는 버전으로 남아있었다. 향상된 V6은 최초로 상업적으로 판매된 유닉스 버전인 INTERACTIVE의 IS/1의 기반이었다. 벨의 자체 PWB/유닉스 1.0도 V6을 기반으로 했지만 이전(미공개) 버전은 V4 및 V5를 기반으로 했다. Whitesmiths는 Idris라는 이름으로 (바이너리 호환) V6 클론을 생산하고 판매했다.